# Дьо Куртене
Родът Дьо Куртене или Франция-Куртене, също младши род Куртене (на френски: Courtenay, Maison capétienne de Courtenay) е стара френска благородническа фамилия, страничен клон на Капетингите, чиито представители са владетили на сеньорията Куртене в Северна Франция от средата на 12-ти век до 1733 г. и латински императори в Константинопол (1216 – 1261).

## Пиер I дьо Куртене
Родът Дьо Куртене произлиза от принц Пиер I (1126 – 1180/83), седми син на Луи VI Дебели – крал на Франция (1081 – 1137). През 1150 г. той се жени за Елисавета дьо Куртене, наследница на сеньорията Куртене, като по този начин основава династията Дьо Куртене. Заедно с брат си френския крал Луи VII той участва във Втория кръстоносен поход. Баща е на трима синове: Пиер II (ок. 1155 – 1219) става латински император; Робер I (1168 –1239) основава клона Куртене-Шампинел; Гийом I (†1233/34) е родоначалник на сеньорите Дьо Танле. Петте дъщери на Пиер I, Аделгейда (ок. 1160 – 1218), Еустахия (†сл. 1235), Клементина, Констанца и дъщеря с неизвестно име са омъжени за френски благородници, някои от които кръстоносци.

## Пиер II дьо Куртене
През 1184 г. Пиер II се жени за Агнес дьо Невер (†1192), която ражда една дъщеря Матилда (ок. 1188 – сл. 1254). След смъртта на първата си съпруга той се жени повторно през 1193 г. за Йоланда д’Ено (ок. 1175 – 1219), сестра на константинополските императори Балдуин I и Анри. Чрез този си брак той получава възможност да наследи императорската корона на Константинопол, защото неговите шуреи остават без наследници. През 1217 г. Пиер II и съпругата му са короновани в Рим от папа Хонорий III. На път за Константинопол новият император е пленен от епирския деспот Теодор Комнин и не успява да заеме престола. Йоланда д’Ено става регентка на Латинската империя до възцаряването на сина си Робер I (1221 – 1228). Втората му съпруга Йоланда д’Ено ражда петима синове и осем дъщери.
- Маргарита (†1240), 1-ви брак (1210) за Раул III дьо Исуден; 2-ри брак (1212) за граф Анри I дьо Вианден (†1253);
- Елизабет (сл. 1253), 1-ви брак с граф Гоше дьо Бар сюр Сен (†1212); 2-ри брак (1220) с йод I дьо Монтагю (†1253);
- Йоланда (†1233), втора съпруга от 1215 г. на унгарския крал Андраш II;
- Агнес (†сл. 1247), ∞ 1217 за ахейския принц Жофроа II дьо Вилардуен (†1245);
- Мария (†сл. 1228), ∞ 1219 за никейския император Теодор I Ласкарис;
- Елеонора (†пр. 1230), ∞ за Филип I дьо Монфор (†1270/73);
- Констанца (†сл. 1210);
- Сибила (1197 – 1210), монахиня;
- Филип II дьо Куртене, маркграф на Намюр (1216 – 1226)
- Пиер (†сл. 1210), духовник;
- Робер I (1201 – 1228), следващ император на Латинската империя;
- Анри II (†1229), маркграф на Намюр от 1226 г.;
- Балдуин II (1218 – 1273), бъдещ император на Латинската империя.[2]

## Робер I
Новият император Робер I (1221 – 1228) е повикан от Франция след смъртта на баща си и коронован в църквата „Св. София“ в Константинопол. По време на управлението си Робер I е непрекъснато атакуван от съседните византийски владетели, а през 1224 г. претърпява тежко поражение от никейския император Йоан III Дука Ватаци. известен с лекомислието си, младият император сключва таен брак с дъщерята на френския благородник Балдуин дьо Невил, което предизвиква недоволството на латинските барони и през 1228 г. е свален от престола и малко след това умира.

## Балдуин II
След ранната смърт на Робер I на престола се възкачва неговият малолетен брат Балдуин II (1228 – 1261). Управлението на империята преминава в ръцете на бароните, които се опитват да спечелят подкрепата на българския цар Иван Асен II срещу експанзията на Никея. През 1228 г. те предлагат годеж между Балдуин II и Елена, дъщеря на българския владетел. До брак не се стига, защото през 1229 г. бароните сключват договор с бившия йерусалимски крал Жан дьо Бриен, според който омъжват дъщеря му Мария (1224 – 1275) за императора. Регент на малолетния латински император става неговият тъст Жан дьо Бриен. Самостоятелното управление на Балдуин II започва с коронацията му през 1240 г. Той безуспешно се опитва да отблъсне атаките на Никейската империя и търси помощ от католическите държави. През 1261 г. никейският владетел Михаил VIII Палеолог съумява да превземе Константинопол и възстановява Византия. Така е сложен край на Латинската империя. Балдуин II заедно със семейството си бяга в Италия и умира в Неапол през 1273 г.
Дъщерята на Балдуин II, Елена (†1314), е омъжена за сръбския крал Стефан Урош I. Единственият му син Филип дьо Куртене (1243 – 1283), наречен Порфирогенет, е роден в Константинопол, но прекарва младостта си в Италия, като заложник във Венецианската република. След смъртта на своя баща (1273) наследява титлата „император на Константинополр“. От брака си с Беатриче (1252 – 1275), дъщеря на сицилианския крал Карло I д’Анжу, има една дъщеря, Катрин дьо Куртене, титулярна императрица на Константинопол (1283 – 1307 или 1308), съпруга от 1301 г. на граф Шарл Валоа. Тя става майка на Катрин дьо Валоа-Куртене, чрез чийто брак с Филип I ди Таранто, син на сицилианския крал Карло II д’Анжу, императорската титла преминава към династията Анжу.

## Императори от Дом Куртене
- Пиер II, император на Латинската империя (1217 – 1219).
- Мария дьо Куртене († сл. 1228), регент на Латинската империя, никейска императрица, ∞ 1218 г. за император Теодор I Ласкарис
- Робер дьо Куртене, император на Латинската империя (1221 – 1228)
- Балдуин II, император на Латинската империя (1228 – 1261)
- Филип дьо Куртене, титулярен император на Константинопол (1273 – 1283)
- Катрин дьо Куртене, титулярна императрица на Константинопол (1283 – 1307 или 1308), съпруга на император Шарл Валоа от Дом Валоа.[2]

## Клон Куртене-Шампинел
Основател на клона Куртене-Шампинел (на френски: Courtenay-Champignelles) е Робер I (1168 – 1239), син на Пиер I и внук на крал Луи VI Дебели, който умира като кръстоносец в Палестина. Синът му Пиер I (1218 – 1250), сеньор на Шампинел, участва в обсадата на Дамиета (Египет), заедно с крал Луи IX. Неговият брат Гийом I (1228 – 1280), наследил родовото имение, се включва в Осмия кръстоносен поход. Деца на Гийом I са: Робер II (1251 – 1323), архиепископ на Реймс; Пиер (1259 – 1290); Изабел (1253 – 1296), омъжена за Гийом дьо Дампиер-Бурбон; Маргарита (1256 – 1290), съпруга последователно на раул д’Естре и на Рено дьо Три; Жан I (1265 – 1318), сеньор на Шампител; Глава на фамилията по-късно става Жан II (1291 – 1334), син на Жан I. Следващият сеньор Шампинел, Жан III (1330 – 1392), е заложник в Англия след битката при Поатие. Неговият по-малък брат Пиер II (1334 – 1394) участва в множество военни походи на страната и на англичани и на французи. Последните представители на клона Куртене-Шампинел са Пиер III (1377 – 1411) и синът му Жан IV (1410 – 1472), потомци на Пиер II.

## Други клонове на рода Куртене
Други клонове на рода Куртене са сеньорите:
- Дьо Танле (12-ти век – 1383);
- Дьо ла Ферте-Лупиер, първи клон (нач. на 14-ти век – 1483);
- Дьо Блено (15-ти век – 1655);
- Дьо Шен и Дьо Шанжи (15-ти век. – 1692);
- Дьо ла Ферте-Лупиер, втори клон (15-ти век – 1562);
- Дьо Вонтен (кр. 15-ти век – 1578);
- Д’Рабле (първа пол. на 15-ти век – 1540);
- Дьо Шавийон (на френски: Courtenay-Chevillon) (първа пол. на 16-ти век – 1733), последните представители по мъжка линия на рода Куртене.[1]